# Rivière Mathieu
Rivière Mathieu är ett vattendrag i Kanada.   Det ligger i provinsen Québec, i den sydöstra delen av landet, 400 km norr om huvudstaden Ottawa. Rivière Mathieu ligger vid sjön Lac Mathieu.
Trakten runt Rivière Mathieu är nära nog obefolkad, med mindre än två invånare per kvadratkilometer.